# Thyra (Vorname)
Thyra ist ein weiblicher Vorname.

## Herkunft und Bedeutung
Der Name wird vor allem im Norwegischen, Schwedischen und Dänischen verwendet und ist eine Variante von Tyra.

## Bekannte Namensträgerinnen
- Thyra Danebod (um 870–um 935), Königin von Dänemark, Frau von Gorm dem Alten
- Thyra von Dänemark (1853–1933), dänische Prinzessin, Tochter von König Christian IX., durch Heirat Herzogin von Cumberland und Prinzessin von Hannover
- Thyra von Dänemark (Prinzessin, 1880), dänische Prinzessin, Tochter von König Friedrich VIII.
- Thyra Frank (* 1952), dänische Politikerin
- Thyra Hamann-Hartmann (1910–2005), deutsche Textilkünstlerin
- Thyra Hilden (* 1972), dänische Künstlerin